# فردریک آدام
فردریک آدام (انگلیسی: Frederick Adam; ۱۷ ژوئن ۱۷۸۱ – ۱۷ اوت ۱۸۵۳) فرد نظامی اهل پادشاهی متحد بریتانیای کبیر و ایرلند بود. وی همچنین برندهٔ جوایزی همچون نشان حمام شده‌است.